# William Charles Osman Hill
William Charles Osman Hill (13 de julho de 1901 – 25 de janeiro de 1975) foi um anatomista, primatologista britânico e uma autoridade na anatomia de primatas no século XX. É conhecido pela sua série de oito volumes, Primates: Comparative Anatomy and Taxonomy, que incluiu todas as espécies viventes e extintas de primatas conhecidas até então com grande detalhe e contendo ilustrações feitas por sua esposa, Yvonne.  Se formou na King Edward VI Camp Hill School for Boys em Birmingham e na Universidade de Birmingham, ele publicou mais de 248 trabalhos e acumulou uma vasta coleção de espécimes de primatas e agora estão armazenadas na Royal College of Surgeons of England.